# دوفيوس
دوفيوس هو ثالث أبناء الملك بريام ملك طروادة أهمية بعداخيه هيكتور الذي يعتبر اهمهم وقائد جيوش طروادة وحلفائها وولي عهدها واخيه بارس المتسبب بالحرب واخويه التأم هيلينوس وكاساندرا شارك اخاه هيكتور في مواجهة اخيل ولكن اثينا تدخلت ضدهم إلى جانب اخيل وجعلته أي دوفيوس غير مرئي من هيكتور ما أدى إلى خسارته وموته.